# Turkije op het Eurovisiesongfestival 2007
Turkije deed mee aan het Eurovisiesongfestival 2007 in Helsinki, Finland. Het was de 29ste deelname van het land op het Eurovisiesongfestival. Het lied werd gekozen door middel van een interne selectie.

## Selectieprocedure
Net zoals het jaar voordien, werden de artiest en het lied gekozen door middel van een interne selectie. Kenan Dogulu werd gekozen als artiest, waarna hij drie liedjes opnam en doorstuurde naar de omroep. Uiteindelijk werd gekozen voor het lied Shake It Up Şekerim.

## In Helsinki
In Finland moesten de Turken eerst aantreden in de halve finale. Men trad aan als 26ste net na Slovenië en voor Oostenrijk. Op het einde zat Turkije in een van de enveloppen, wat betekende dat men doorging naar de finale. Men eindigde als derde in de halve finale met 197 punten. Men ontving zes keer het maximum aan punten. België en Nederland hadden beiden 12 punten over voor deze inzending.
In de finale trad Turkije als 22ste land aan, net na Bulgarije en voor Armenië. Op het einde van de stemming bleek dat ze 163 punten gekregen hadden en dat ze daarmee op de 4de plaats waren geëindigd. 
Men ontving 5 keer het maximum van de punten.
België, Duitsland, Frankrijk, Nederland en het Verenigd Koninkrijk hadden 12 punten over voor deze inzending.

### Gekregen punten

#### Halve Finale
| 12 punten                                                                    | 10 punten                                         | 8 punten                                                          | 7 punten                               | 6 punten                      |
| ---------------------------------------------------------------------------- | ------------------------------------------------- | ----------------------------------------------------------------- | -------------------------------------- | ----------------------------- |
| - Albanië - België - Frankrijk - Duitsland - Nederland - Verenigd Koninkrijk | - Bulgarije - Moldavië - Oostenrijk - Zwitserland | - Bosnië en Herzegovina - Denemarken - Noord-Macedonië - Roemenië | - Andorra - Finland - Rusland - Zweden | - Hongarije - Noorwegen       |
| 5 punten                                                                     | 4 punten                                          | 3 punten                                                          | 2 punten                               | 1 punt                        |
|                                                                              |                                                   | - Montenegro - Wit-Rusland                                        | - Armenië - Spanje                     | - Oekraïne - Polen - Tsjechië |

#### Finale
| 12 punten                                                          | 10 punten                                                                                   | 8 punten  | 7 punten                                    | 6 punten                                       |
| ------------------------------------------------------------------ | ------------------------------------------------------------------------------------------- | --------- | ------------------------------------------- | ---------------------------------------------- |
| - België - Duitsland - Frankrijk - Nederland - Verenigd Koninkrijk | - Albanië - Bosnië en Herzegovina - Denemarken - Noord-Macedonië - Oostenrijk - Zwitserland |           | - Bulgarije - Noorwegen - Roemenië - Zweden |                                                |
| 5 punten                                                           | 4 punten                                                                                    | 3 punten  | 2 punten                                    | 1 punt                                         |
|                                                                    | - Finland                                                                                   | - IJsland | - Georgië - Rusland                         | - Hongarije - Moldavië - Montenegro - Oekraïne |

### Punten gegeven door Turkije

#### Halve Finale
Punten gegeven in de halve finale:
| 12 punten | Bulgarije       |
| 10 punten | Georgië         |
| 8 punten  | Moldavië        |
| 7 punten  | Malta           |
| 6 punten  | Noord-Macedonië |
| 5 punten  | Wit-Rusland     |
| 4 punten  | Albanië         |
| 3 punten  | Slovenië        |
| 2 punten  | Andorra         |
| 1 punt    | Hongarije       |

#### Finale
Punten gegeven in de finale:
| 12 punten | Armenië               |
| 10 punten | Bosnië en Herzegovina |
| 8 punten  | Rusland               |
| 7 punten  | Moldavië              |
| 6 punten  | Bulgarije             |
| 5 punten  | Georgië               |
| 4 punten  | Griekenland           |
| 3 punten  | Oekraïne              |
| 2 punten  | Roemenië              |
| 1 punt    | Noord-Macedonië       |